# Machaerilaemus malleus
Espèce
Synonymes
- Eureum malleus Burmeister, 1838[1]
- Machaerilaemus bolivianus Carriker, 1944[1]

Machaerilaemus malleus est une espèce d'insectes phthiraptères de la famille des Menoponidae. Il s'agit d'un pou parasite des oiseaux que l'on trouve principalement sur les hirondelles, et plus précisément sur l'Hirondelle rustique, l'Hirondelle striée et l'Hirondelle sud-africaine.